# Lilly Wahlberg
Lilly Margareta Wahlberg (ursprungligen Föll, senare omgift Wiklundh), född 10 oktober 1905 i Norrköping, död 5 augusti 1995 i Loftahammar, var en svensk skådespelare. Hon var känd under namnet Lilly Frank före giftermålet 1933 med teaterdirektören Gideon Wahlberg.

## Filmografi
- 1940 – Swing it, magistern!
- 1947 – Maj på Malö

## Teater

### Roller
| År   | Roll        | Produktion                                                          | Regi                          | Teater                                               |
| ---- | ----------- | ------------------------------------------------------------------- | ----------------------------- | ---------------------------------------------------- |
| 1934 |             | Johannis i Lillegår'n Gideon Wahlberg                               | Gideon Wahlberg               | Tantolundens friluftsteater                          |
| 1935 |             | Grabbarna i 57:an Gideon Wahlberg                                   |                               | Tantolundens friluftsteater                          |
| 1938 |             | Kärlek och cirkus Gideon Wahlberg                                   | Gideon Wahlberg               | Tantolundens friluftsteater                          |
| 1939 |             | Kärlek och guldfeber Gideon Wahlberg                                |                               | Tantolundens friluftsteater/ Odéonteatern, Stockholm |
| 1939 |             | Kärlek och landstorm Gideon Wahlberg och Walter Stenström           | Gideon Wahlberg               | Odéonteatern, Stockholm                              |
| 1940 |             | Familjen Larsson Sigge Fischer                                      |                               | Odéonteatern, Stockholm                              |
| 1940 | Medverkande | Strax lite varmare, revy Gideon Wahlberg, Ch. Henry och Einar Molin | Gideon Wahlberg               | Odéonteatern, Stockholm                              |
| 1940 |             | De tre malajerna Gideon Wahlberg                                    |                               | Tantolundens friluftsteater                          |
| 1940 | Medverkande | Luddes nöjesfält, revy Gideon Wahlberg, Ch. Henry och Einar Molin   |                               | Odéonteatern, Stockholm                              |
| 1941 | Medverkande | Luddes melodi, revy Ch. Henry och Einar Molin                       | Gideon Wahlberg               | Odéonteatern, Stockholm                              |
| 1941 |             | Söders tyrolare Gideon Wahlberg                                     | Gideon Wahlberg               | Tantolundens friluftsteater                          |
| 1941 | Medverkande | Luddes underbara resa, revy Ch. Henry och Einar Molin               | Gideon Wahlberg               | Odéonteatern, Stockholm                              |
| 1942 | Medverkande | Grand Hôtel Ludde, revy Ch. Henry och Einar Molin                   | Sigge Fischer                 | Odéonteatern, Stockholm                              |
| 1942 |             | Sibyllan i 5:an Gideon Wahlberg                                     | Gideon Wahlberg               | Tantolundens friluftsteater                          |
| 1942 | Medverkande | Glada gatan, revy Ch. Henry och Einar Molin                         | Gideon Wahlberg               | Odéonteatern, Stockholm                              |
| 1943 | Medverkande | Peppar och parfym, revy Ch. Henry och Einar Molin                   | Gideon Wahlberg               | Odéonteatern, Stockholm                              |
| 1943 |             | Fattiga friare Gideon Wahlberg                                      | Gideon Wahlberg               | Tantolundens friluftsteater                          |
| 1944 |             | Annie från Amörrika Sigge Fischer, Ch. Henry och Einar Molin        | Sigge Fischer                 | Tantolundens friluftsteater                          |
| 1945 |             | Bröllop i Tanto Gideon Wahlberg                                     | Gideon Wahlberg Werner Ohlson | Tantolundens friluftsteater                          |
| 1946 |             | Cirkus hela da'n Gideon Wahlberg                                    | Werner Ohlson                 | Tantolundens friluftsteater                          |
| 1947 |             | Tänk om jag gifter mig med August Gideon Wahlberg och Werner Ohlson | Werner Ohlson                 | Tantolundens friluftsteater                          |